# ملفين شتاينبرغ
ملفين شتاينبرغ (بالإنجليزية: Melvin Steinberg)‏ هو محامي وسياسي أمريكي، ولد في 4 أكتوبر 1933 في بالتيمور في الولايات المتحدة. حزبياً، نشط في الحزب الديمقراطي. وقد انتخب نائب حاكم ماريلاند ‏.